# Fernando Leal
Fernando Leal Fonseca (Uberaba, 24 ottobre 1981) è un ex calciatore brasiliano, di ruolo portiere.